# راكدة صغيرة
راكدة صغيرة (الاسم العلمي: Acinetobacter parvus) هي نوع من البكتيريا يتبع جنس الراكدة من الفصيلة الموراكسيلية.